# Palacio del Príncipe Max

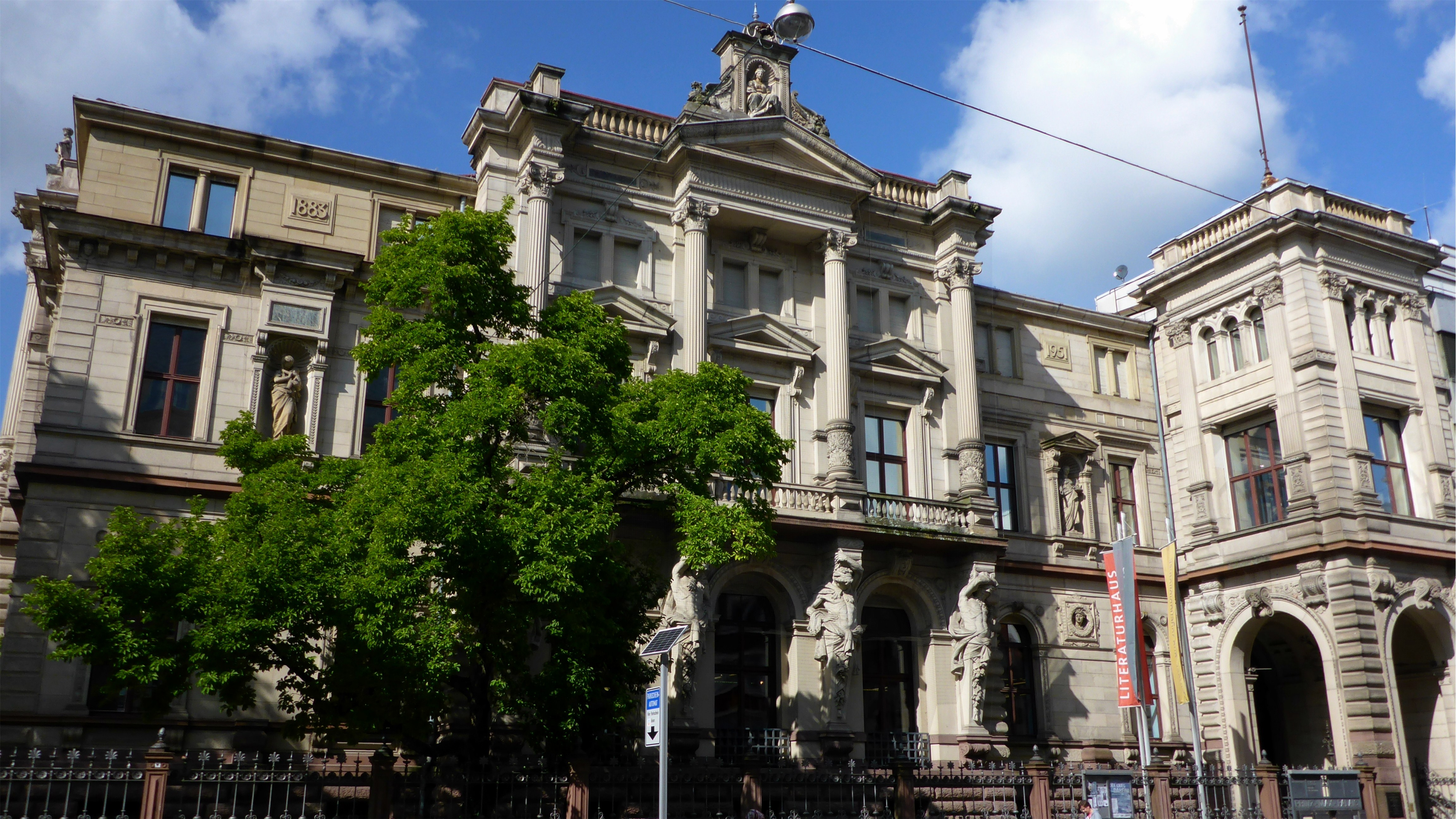

El palacio del Príncipe Max (en alemán: Prinz-Max-Palais), anteriormente llamado Palais Schmieder, es un palacete de Karlsruhe, Alemania, construido al estilo Gründerzeit. Lleva el nombre del príncipe Maximiliano de Baden, último canciller del Imperio alemán. El edificio es famoso por haber sido el primero en albergar la sede y salas del Tribunal Constitucional Federal de Alemania (entonces la Alemania Occidental) tras su constitución.

## Historia
El edificio fue construido entre 1881 y 1884 siguiendo los planos del arquitecto Josef Durm. El propietario original, el empresario oriundo en Karlsruhe August Schmieder, hizo construir la mansión para servir de residencia de personas mayores. Schmieder, quien había fracasado en el negocio de la cerveza (su vocación e interés por la elaboración de cerveza le llevó a regentar una cervecería local), hizo su fortuna en la minería y en la banca, eso último como banquero en Breslavia a partir de 1850. Tras la muerte de Schmieder, el príncipe Maximiliano de Baden adquirió la finca y se instaló en ella en 1900.
En 1929, la Cámara de Industria y Comercio de Karlsruhe y Baden se hizo cargo de la finca, en parte utilizándola para sus propios representantes y en parte alquilándola. En 1944, la estructura quedó muy dañada durante los ataques aéreos de la Segunda Guerra Mundial. Tras su reconstrucción, fue la primera sede del Tribunal Constitucional alemán, desde 1951 hasta 1969, año en el que la ciudad de Karlsruhe adquirió el palacete a la Cámara de Industria. Hasta 1975, la Pädagogische Hochschule Karlsruhe (Escuela Superior de Estudios Pedagógicos de Karlsruhe) tuvo allí su sede.
Desde 1981, el Prinz-Max-Palais ha sido un importante centro cultural de la ciudad, albergando el Museo de la Ciudad de Karlsruhe, el Museo de Literatura del Alto Rin, la biblioteca juvenil de la ciudad y la sede de la Sociedad Literaria de Karlsruhe. Hasta 1997, la Galería Municipal de Karlsruhe exponía allí sus colecciones, antes de trasladarse al Centro de Arte y Medios de Comunicación.

### SigloXXI
Entre marzo de 2014 y octubre de 2021, el Leibgrenadierdenkmal —el emblemático grifo de bronce de Karlsruhe—, que había sido desmantelado en 2010 en el curso de la construcción del túnel del Stadtbahn, se encontraba en la esquina sureste del jardín del Prinz-Max-Palais. Sin embargo, repetidos actos de vandalismo de la escultura obligaron a reubicarla de nuevo en plena pandemia de COVID-19.